# تبشير تلفازي

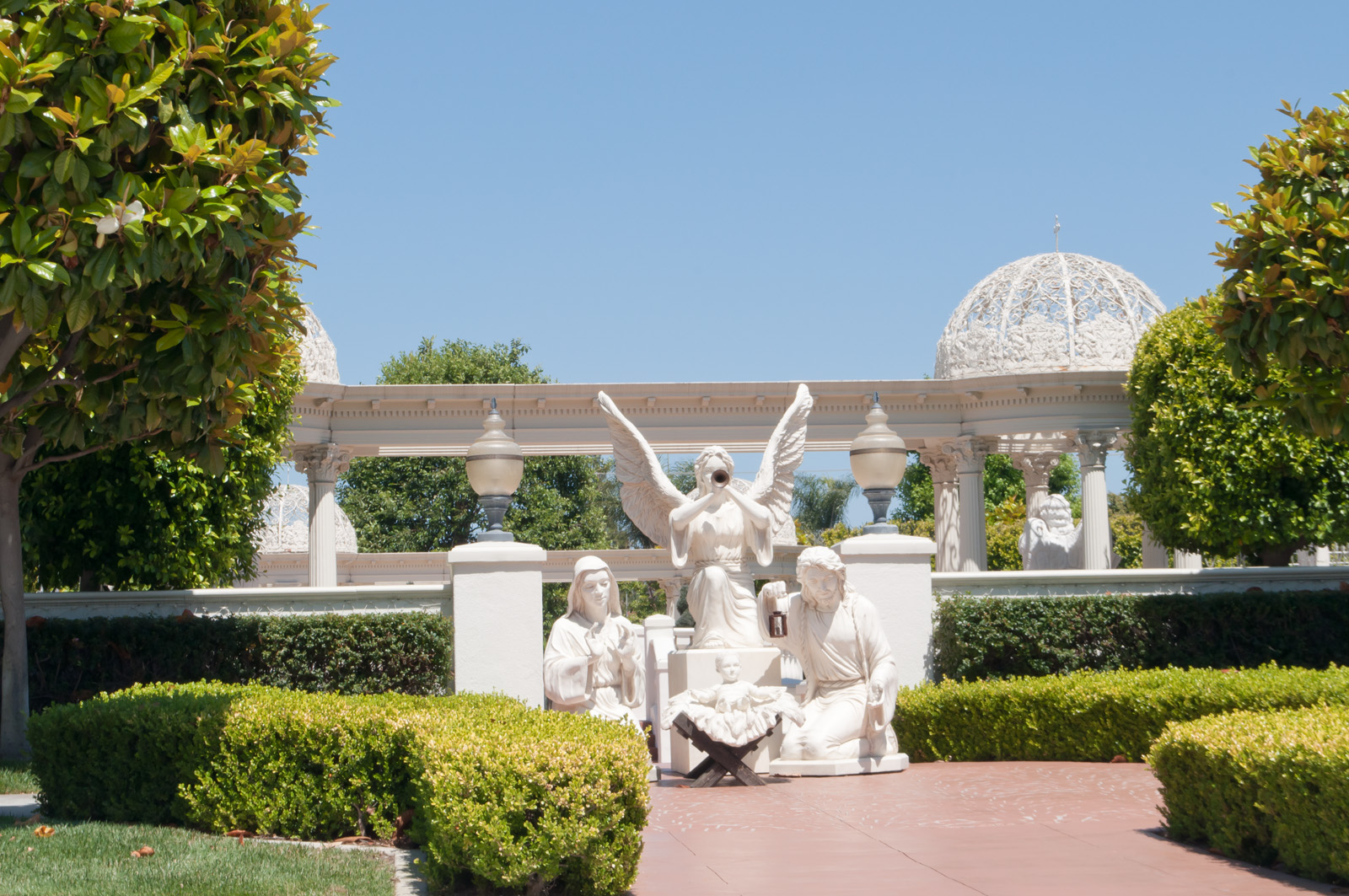
مقر شبكة الثالوث للبث.

التبشير التلفازيّ (بالإنجليزية: Televangelism)‏ هي من رموز ظاهرة الصحوى الدينيَّة في العصر الحديث حيث يتم استخدام التلفاز على التبشير في الديانة المسيحية. المصطلح هو لفظ منحوت مركبة من كلمة التلفزيون والكرازة والتي صيغت من قبل مجلة تايم. ظهر في العصر الحديث ثلاثة مبشرين نقلوا مسرح دعوتهم إلى التلفاز فصاروا يعرفون بهذا الاسم، واشتهر منهم بيلي غراهام و أورال روبرتز وركس هامبرد. ويُعتبر أكثر مبشري التلفاز من أتباع اليمين المسيحي، ولكن هناك أمثال جيمي سويغارت ممن يُصنّف في طريقة الخمسينية. ورغم الفروقات في طريقة كل منهم، إلا أنه تمخض عن جهودهم تأكيد بُعد روحاني وتجاري –بآن واحد- إلى جانب استخدام التكنولوجيا المتقدمة.
بدأ التبشير الإنجيليّ كظاهرة أمريكيّة، والتي نجمت عن ثقافة وسائل الإعلام في الولايات المتحدة حيث يقع مقر أكبر خمس تكتلات إعلامية في العالم في الولايات المتحدة، وينتجون الكثير من وسائل الإعلام التي يتابعها الأمريكيون. في الواقع تمتلك هذه التكتلات الخمس شبكات التلفزة الأربعة الكبرى وخمسة من استوديوهات السينما الكبرى الستة. يعد الأمريكيون أكثر متابعي التلفاز في العالم. وهو ما أتاح لعدد كبير من المسيحيين أن يكون قادرًا على توفير التمويل اللازم للتبشير التلفازي. تملك الكنائس الإنجيلية في الولايات المتحدة شبكة واسعة من وسائل الإعلام المرئية والسمعية منها بين 250 إلى 300 محطة تلفزيون دينية وبين 1,200 إلى 1,600 إذاعة وحوالي 2,000 مكتبة، ومن أبرز الشبكات التلفزيونية الإنجيلية الأمريكيَّة قناة الله، وشبكة البث المسيحية، وشبكة الثالوث للبث والتي تُعتبر أكبر شبكة تلفزيونيَّة دينيَّة في العالم. يُتابع كل من شبكة الثالوث للبث وقناة الله حوالي 951 مليون شخص حول العالم حسب إحصائية القناة، والتي تصل إلى 262 مليون منزل حسب إحصائية القناة.
ظاهرة التبشير التلفازيّ تحظى بانتشار واسع في العديد من المناطق خارج أمريكا الشمالية، منها أمريكا اللاتينية خصوصًا البرازيل والشرق الأوسط وشمال أفريقيا وآسيا.